# International Superstar Soccer 2
International Superstar Soccer 2, spesso abbreviato in ISS 2, è un videogioco calcistico, pubblicato per PlayStation 2, GameCube e Xbox da Konami il 3 maggio 2002.